# Bernard Bolzano

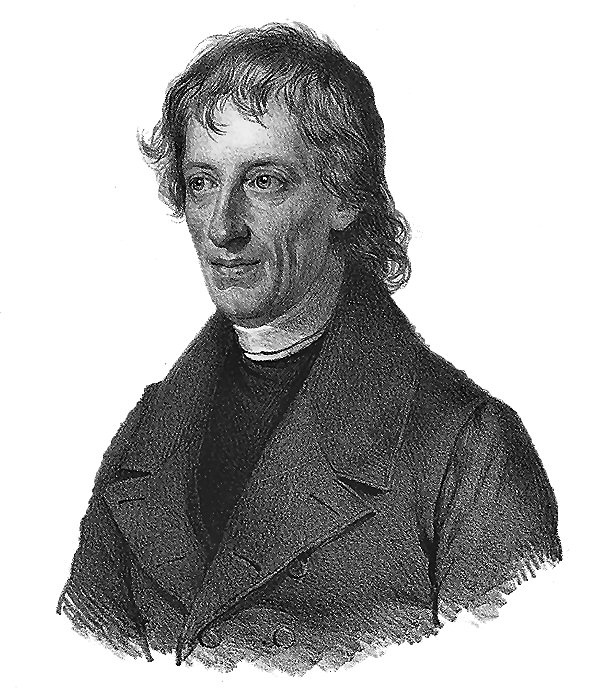
Bernard Bolzano

Bernard Placidus Johann Nepomuk Bolzano (Praga, 5 ottobre 1781 – Praga, 18 dicembre 1848) è stato un matematico, filosofo, teologo, presbitero e logico boemo che scrisse in lingua tedesca dando significativi contributi sia alla matematica che alla teoria della conoscenza.

## Biografia
Bernard Bolzano era figlio di Bernardo Pompeo, un mercante d'arte italiano nativo di Nesso e di Maria Cecilia Maurer che era la figlia di un mercante tedesco di Praga.
Nel 1796 Bolzano si iscrisse alla Facoltà di Filosofia dell'Università di Praga. Durante i suoi studi scrisse: La mia speciale predilezione per la matematica si fonda in modo particolare sui suoi aspetti speculativi, in altre parole apprezzo molto quella parte della matematica che è stata allo stesso tempo filosofia. Nell'autunno del 1800 iniziò a studiare teologia. In questo fu impegnato per i successivi 3 anni, durante i quali preparò anche la sua tesi di dottorato in Geometria. Conseguì il dottorato nel 1804, dopo aver scritto una tesi in cui esprimeva il suo giudizio sulla Matematica e sulle caratteristiche di una corretta dimostrazione matematica. Nella prefazione egli scrisse: Non potrei essere soddisfatto di una dimostrazione strettamente rigorosa, se questa non derivasse dai concetti contenuti nella tesi che deve essere dimostrata.
Due anni dopo aver conseguito il dottorato Bolzano fu consacrato sacerdote cattolico romano. La sua vocazione si declinò anche nell'insegnamento e nel 1804 gli venne assegnata la cattedra di filosofia e religione all'Università di Praga. A proposito di questa cattedra va detto che in quegli anni, sull'onda degli entusiasmi suscitati dalla Rivoluzione francese si erano sviluppati i primi movimenti politici che rivendicavano la libertà di pensiero e l'indipendenza delle comunità nazionali. Queste rivendicazioni preoccupavano fortemente gli stati autoritari e in particolare l'Impero austriaco, i cui confini comprendevano gruppi etnici molto diversi entro i quali andavano nascendo movimenti nazionalistici. Per contrastare questi movimenti l'Impero austriaco, in accordo con la Chiesa cattolica, decisamente su posizioni conservatrici di fronte alle conseguenze della rivoluzione francese, portava avanti una serie di iniziative. Tra queste vi era anche l'istituzione di una cattedra in filosofia della religione in ogni università, nella prospettiva di erigere baluardi contro il libero pensiero e le posizioni nazionalistiche.
L'assegnazione della cattedra dell'Università di Praga a Bolzano non ebbe affatto gli esiti sperati. Il suo insegnamento rispecchiava il fatto che egli fosse mosso da forti ideali pacifisti e che sentisse una viva esigenza di giustizia politica. Egli inoltre per le sue qualità intellettuali godeva di molto prestigio presso i colleghi accademici e presso gli studenti. In seguito a pressioni del governo dell'Impero austriaco si giunse quindi nel 1819 alla sospensione di Bolzano dal suo incarico. Data la sua personalità egli non si era arreso senza manifestare il suo disaccordo. In seguito fu sospeso con l'accusa di eresia, fu posto agli arresti domiciliari e gli fu proibito di pubblicare. Nonostante la censura del governo, i suoi libri furono pubblicati fuori dall'Impero austriaco ed egli continuò a scrivere e a rivestire un ruolo importante nella vita intellettuale del suo Paese. La sua posizione però ebbe come conseguenza la limitatezza della sua influenza sullo sviluppo del pensiero matematico nel tempo della sua vita.
Bolzano nel 1810 scrisse Beyträge zu einer begründeteren Darstellung der Mathematik. Erste Lieferung, la prima di una serie programmata di scritti sui fondamenti della matematica. Della seconda serie fanno parte Der binomische Lehrsatzl ... del 1816 e Rein analytischer Beweis ... (Pura dimostrazione matematica) del 1817, che contengono un tentativo di impostazione del calcolo infinitesimale che non ricorre al concetto di infinitesimale. Nella prefazione del primo dei due egli dichiara che il suo lavoro è un esempio di un nuovo modo di sviluppare l'analisi. Sebbene Bolzano riuscisse a dimostrare esattamente quanto dichiarato, le sue teorie vennero comprese solo dopo la sua morte. Nel lavoro del 1817 Bolzano intendeva liberare i concetti di limite, convergenza e derivata da nozioni geometriche, sostituendoli con concetti puramente aritmetici e numerici. Egli era consapevole di un problema più profondo: la necessità di raffinare e arricchire il concetto di numero stesso. In questo lavoro viene fornita la dimostrazione del teorema del valore medio con il nuovo approccio di Bolzano, e viene definita quella che adesso è chiamata serie di Cauchy. Questo concetto appare in un lavoro di Cauchy quattro anni dopo, ma è improbabile che il matematico francese avesse letto il lavoro di Bolzano. 
Dopo il 1817 per molti anni Bolzano non pubblicò lavori sulla matematica. Nel 1837, invece, pubblicò Wissenschaftslehre, (Dottrina della scienza) un tentativo di una teoria completa di scienza e conoscenza. Molti studiosi, tra i quali Edmund Husserl, considerano questo testo come la prima importante opera sulla logica e i problemi della conoscenza successiva a quelle di Leibniz.
Tra il 1830 e il 1840, Bolzano lavorò su un'opera maggiore, Grössenlehre con la quale intendeva rileggere tutta la matematica sulle basi della logica; egli ne pubblicò solo una parte, sperando che i suoi allievi lo terminassero e pubblicassero una versione completa. 
Nel 1851, tre anni dopo la sua morte, venne pubblicato da un allievo il suo lavoro Paradoxien des Unendlichen, uno studio sui paradossi dell'infinito. Per la prima volta compare il termine di insieme, nella forma tedesca Menge. In questo lavoro Bolzano fornisce esempi di corrispondenza biunivoca tra gli elementi di un insieme infinito e di un suo sottoinsieme proprio. 
La maggior parte dei lavori di Bolzano rimase nella forma di manoscritto, avendo quindi una circolazione molto ridotta e scarsa influenza sullo sviluppo della materia. Molte opere non furono pubblicate fino al 1862 e oltre. Le teorie di Bolzano sull'infinito matematico anticiparono quelle di Georg Cantor sugli insiemi infiniti. 
Un altro rilevante contributo dato da Bolzano è l'individuazione di una funzione continua per ogni valore reale dell'argomento, ma mai differenziabile.

## Del metodo matematico
All'interno dell'Introduzione alla Grossenlehre c'è la sezione Von der mathematischen Lehrart, tradotta in italiano con Del metodo matematico, che contiene le sue idee fondamentali sulla logica e sulla matematica. In questo scritto Bolzano dice che l'imperitura opera di Euclide può essere ampliata e migliorata. 
A tal proposito, volendo delineare i presupposti logico-filosofici di questo ampliamento, egli individua "le proposizioni in sé", composte a loro volta dalle "rappresentazioni in sé", le quali sono oggettive, ma non sono reali. Le proposizioni possono essere vere o false, mentre ciò non riguarda le rappresentazioni. 
Le rappresentazioni a loro volta possono essere semplici ("non", "essere", "qualcosa") o composte da altre rappresentazioni semplici (ad es. "triangolo" è composto da "tre" + "angolo"). Vi sono poi rappresentazioni senza oggetto (es. i figli di Hitler). Le rappresentazioni semplici con un solo oggetto sono definite intuizioni, mentre le rappresentazioni complesse corrispondono ai concetti. 
Le proposizioni i cui elementi sono concetti sono, se vere, pure verità concettuali; in caso contrario, sono proposizioni intuitive o empiriche. Non sempre vanno confusi con i contenuti di una rappresentazione di un oggetto i cosiddetti "segni caratteristici", che sono le proprietà di un oggetto particolarmente adatte a consentirne l'individuazione. 
Bolzano poi distingue tra oggetto e contenuto di una rappresentazione: per oggetto si intende qualunque cosa reale o non reale di cui si possa dire che venga rappresentato; il contenuto invece è il significato della locuzione corrispondente a una rappresentazione, significato che sussiste anche se l'oggetto corrispondente non è concepibile (es. "quadrilatero rotondo"). Bolzano definisce poi l'estensione di una rappresentazione come la totalità di oggetti che sottostanno alla rappresentazione considerata.
Nella seconda parte dello scritto in questione, Bolzano parla del rapporto di compatibilità ed incompatibilità reciproche delle proposizioni e dei segni specifici ad esempio, della matematica e delle regole che presiedono alla loro costituzione ed al loro uso. Egli asserisce che il matematico deve essere consapevole del significato dei concetti che usa e non deve demandarne ad altri (ad esempio i filosofi) la chiarificazione. A chi dice che la matematica sia una scienza di concetti che però avrebbe bisogno di intuizioni, egli obietta che di molti concetti matematici non è possibile dare un'intuizione esaustiva, per cui l'immaginazione ha una funzione ausiliare e didascalica, ma non essenziale nella costituzione della scienza matematica stessa.
Infine Bolzano anticipa la distinzione tra contesto di scoperta e contesto di giustificazione (tra le premesse psicologiche della conoscenza e quelle logiche). Ogni sistema autenticamente oggettivo ci deve fornire il nesso oggettivo tra diverse proposizioni concettualmente vere. In questo ambito viene operata la distinzione tra accertamenti (procedure che verificano una proposizione senza fondarla) e fondazioni (procedure che dimostrano una proposizione senza darci certezza della sua verità). Nelle ultime pagine dello scritto Bolzano si occupa delle cosiddette dimostrazioni apagogiche (che dimostrano la verità di una proposizione partendo dall'assunzione del suo opposto contraddittorio). Bolzano nega a tal proposito che la considerazione del falso sia necessaria per la conoscenza del vero e concede alle dimostrazioni apagogiche solo una funzione euristica.
Bolzano è anche ricordato per la scoperta di un regresso, noto come Regresso di Bolzano-Carroll (fu scoperto indipendentemente da Lewis Carroll, in una forma leggermente diversa, alcuni decenni dopo). Tale regresso concerne la possibilità di attribuire alle inferenze un valore giustificativo sulla verità delle conclusioni quando, tra le condizioni alle quali deve sottostare un soggetto logico P (una persona che miri a ragionamenti corretti o una sorta di macchina di Turing) per essere giustificato dall'inferenza, rientri la conoscenza da parte di P della validità dell'inferenza stessa.

### Traduzioni italiane
- Paradossi dell'infinito, Torino: Bollati Boringhieri, 2003.
- Del Metodo Matematico, Torino: Boringhieri, 1985.
- Dottrina fondamentale dalla Dottrina della scienza (§§ 1-45), Milano: Bompiani, 2014.

### Studi
- Stefano Besoli, Luca Guidetti, Venanzio Raspa, (a cura di). Bernard Bolzano e la tradizione filosofica, Discipline filosofiche XXI, 2, 2011.
- Franco Voltaggio. Bernard Bolzano e la dottrina della scienza, Milano, Comunità, 1974.